# Racquetball
Il racquetball è uno sport simile allo squash, giocato con racchetta e una palla di gomma vuota all'interno.

## Storia
Lo statunitense Joseph Sobeck, tennista professionista e giocatore di pallamano americana, era alla ricerca di uno sport dotato di maggior ritmo nonché più facile da imparare e praticare. Egli disegnò la prima racchetta e stabilì il primo insieme di regole, basate su quelle dello squash e della pallamano americana, quindi chiamò il suo gioco "paddle rackets" nel 1949. Nel 1952, Sobek fondò la National Paddle Rackets Association, codificò il regolamento di gioco e lo fece stampare su un opuscolo. Il nuovo gioco crebbe rapidamente grazie alla continua promozione fatta da Sobek, ma anche dai circa 40.000 campi da pallamano esistenti in tutto il Paese, nelle sedi del YMCA e del JCC, che potevano essere usati anche per il racquetball.
Nel 1969 con l'aiuto di Robert W. Kendler, presidente e fondatore della U.S. Handball Association (USHA), venne fondata la International Racquetball Association (IRA), nome coniato dal tennista professionista Bob McInerny. Nello stesso anno l'IRA strappò l'organizzazione dal campionato nazionale alla National Paddle Rackets Association. Dopo una disputa con il consiglio di amministrazione dell'IRA, nel 1973, Kendler formò altre due organizzazioni di racquetball, ma l'IRA continuò a essere l'organizzazione predominante di questo sport, riconosciuta dal Comitato olimpico statunitense come federazione ufficiale.
Nel 1974 IRA organizzò il primo torneo professionistico e fu tra i membri fondatori di International Racquetball Federation. L'IRA in seguito cambiò nome in American Amatuer Racquetball Association (AARA) e ancora alla fine degli anni 1990 in United States Racquetball Association (USRA). Nel 2003 l'USRA cambiò nuovamente per riflettere il nome delle federazioni degli altri sport olimpici, diventando USA Racquetball (USAR).
Kendler usò la sua pubblicazione, ACE, per promuovere sia la pallamano che il raquetball e a partire dagli anni 1970, aiutata anche dal boom del fitness, la popolarità dello sport portò a una stima di 3 milioni di praticanti nel 1974. Con la crescente domanda, vennero fondati club e campi di racquetball e i produttori di attrezzature sportive iniziarono a produrre equipaggiamento specifico per questo sport. La crescita continuò nei primi anni 1980, ma declinò nell'ultima parte del decennio, quando le palestre di fitness convertirono i campi per servire una clientela più ampia con classi di aerobica e nuove macchine per il fitness. Da allora il numero di giocatori è rimasto stabile attorno ai 5,6 milioni.
Attualmente l’International Racquetball Tour (IRT), il Legends Tour e la Ladies Professional Racquetball Association (LPRA) gestiscono gli aspetti professionistici dello sport. Il gioco viene trasmesso in televisione alcune volte l'anno e l'evento principale sono i campionati open statunitensi, che si disputano a Memphis. Nel 2005 è stato aggiunto un altro evento del grande slam, il Pro Nationals, che si disputa a Chicago. Nel 1998 questa disciplina con racchetta era diffusa in 90 nazioni e veniva praticata da circa 14 milioni di giocatori, dei quali circa 10 milioni in USA.

## Regolamento
In questo sport i muri, il pavimento e soffitto del campo sono considerati facenti parte dell'area di gioco. Le partite vengono normalmente disputate da due giocatori, ma  esistono varianti con tre quando si gioca 2 contro 1 per l'intera partita, oppure un giocatore a turno serve per gli altri due, poi le partite di 2 giocatori contro altri 2 formano la specialità chiamata "doppio".
Il giocatore che ha vinto l'ultimo punto serve: chi serve fa rimbalzare la palla una volta per terra quindi la scaglia contro il muro frontale con la racchetta. Se la palla colpisce un muro laterale, il soffitto o il pavimento, prima di colpire il muro frontale, è fuori (side-out). la palla servita deve rimbalzare per terra tra la linea posteriore del rettangolo di battuta e il muro posteriore. Se la palla servita colpisce il soffitto, il muro posteriore o entrambi quelli laterali prima di entrare in gioco, il servizio non è valido. La palla servita può colpire uno solo dei muri laterali, prima di entrare in gioco. Una volta atterrata dietro il rettangolo di servizio, la palla è in gioco e può essere restituita. Il giocatore al servizio ha a disposizione due tentativi, a meno che non commetta un side-out.
A questo punto i giocatori si alternano nel colpire la palla mandandola contro il muro frontale. la palla può rimbalzare a terra una sola volta prima di essere spedita contro il muro frontale. Dopo essere stata colpita da un giocatore, la palla non deve assolutamente toccare terra finché non colpisce il muro frontale, anche se è stata tirata al volo. Contrariamente a quanto avviene nel servizio, la palla può toccare più volte tutti gli altri muri, purché arrivi sul muro frontale senza aver toccato per terra. Le nuove regole prevedono che gli incontri ufficiali si svolgano al meglio di 5 giochi, ogni gioco sarà vinto da chi raggiungerà per primo i 15 punti per i primi 4 giochi, con un tie-break a 11 punti in caso di parità, con 2 punti di margine. Non è più necessario essere al servizio per aggiudicarsi il punto, ogni errore vale punto, alternando il servizio. Il campo è lungo 40 piedi e largo 20 ossia 12,19x6,09 metri.

## Racquetball in Europa
La European Racquetball Federation è stata fondata nel 1985 ad Anversa, in Belgio.
Le nazioni fondatrici sono state, oltre al Belgio, Francia, Germania dell'ovest, Gran Bretagna, Irlanda, Paesi Bassi, Svezia e Svizzera.
Presidenti:
- Dal 2011: Mike Mesecke (Germania)
- 1997-2011: Erik Meyer (Belgio)
- 1985-1997: Jürgen Denk (Germania)

Vice Presidenti:
- Dal 2013: Carlo Papini (Italia)
- 2011-2013: Marco Arnoldi (Italia)
- 2005-2011: Mike Mesecke (Germania)
- 2003-2005: Gary Lynch (Irlanda)
- 2001-2003: Michael Haverty (Irlanda)
- 1985-2001: Philipp Duignan (Irlanda)

## Racquetball in Italia
La maggior parte dei campi da racquetball in Italia sono ubicati nelle basi militari statunitensi quindi non sono a disposizione di sportivi italiani. I primi tre campi da racquetball per giocatori italiani furono costruiti nel 1995 a Corato nella città metropolitana di Bari, ora però sono stati dismessi e solo uno può essere riconvertibile. Attualmente esistono solo due campi aperti a tutti i giocatori, che si trovano nel centro sportivo comunale di Brembate, comune in provincia di Bergamo.
L'associazione sportiva Racquetball Italia, fu fondata nel 2007 in occasione del 14º Campionato Europeo: attualmente è affiliata all'ente FIGeST, riconosciuto dal CONI.
Presidenti di Racquetball Italia:
- Dal 2017: Marco Arnoldi
- 2014-2017: Piero Landa Rivera
- 2013-2014: Benedetto Zonca
- 2007-2013: Marco Arnoldi

Un piccolo gruppo di giocatori mantiene vivo questo sport organizzando il torneo Open Italia a cadenza annuale, riconosciuto dalla federazione europea.

## Racquetball nello spettacolo
Vari sono i film statunitensi in cui vengono girate scene su  campi da racquetball, i più famosi sono:
- Atmosfera zero
- Legge criminale
- Heartbreakers (1984)
- Splash - Una sirena a Manhattan
- Una bionda per i Wildcats
- ...e alla fine arriva Polly
- The Betsy
- Falsettos